# Dornmakel-Erdeule
Die Dornmakel-Erdeule (Agrotis spinifera, Syn.: Agrotis biconica) ist ein Schmetterling (Nachtfalter) aus der Familie der Eulenfalter (Noctuidae).

## Merkmale
Die Falter erreichen eine Flügelspannweite von 28 bis 40 Millimetern. Die Grundfarbe der Vorderflügel zeigt zumeist ockerfarbene, zuweilen auch dunkelbraune Tönungen. Arttypisch ist die große, sehr lange, dornenförmige, schwarze Zapfenmakel. Ring- und Nierenmakel sind durch einen schwarzen Strich miteinander verbunden. In der Submarginalregion sind oftmals einige schwarze Pfeilflecke zu erkennen. Die Hinterflügeloberseite ist seidig weiß. Die Fühler sind beim Männchen gezähnt, beim Weibchen fadenförmig. 

## Verbreitung und Lebensraum
Die Entwicklungsgebiete der Art liegen in den südlichen und westlichen Gebieten Asiens sowie im Süden und Osten Afrikas einschließlich Madagaskars. Nachweise aus Südeuropa gehen auf Wanderfalter zurück. Die bevorzugten Lebensräume sind offene Gebiete, gerne auch in Küstennähe.

## Lebensweise
Die Dornmakel-Erdeule bildet fortlaufende Generation im Jahr. Die Falter sind nachtaktiv und kommen gerne an künstliche Lichtquellen und Köder. Die Raupen ernähren sich von verschiedenen Gräsern. Weitere Details zur Lebensweise der Art müssen noch erforscht werden.